# Junior Eyango
 (mai 2019).
Pour les articles homonymes, voir Eyango.
Junior Eyango est un auteur-compositeur-interprète camerounais né le 16 août 1979 à Douala, la capitale économique du Cameroun. Il est le neveu du chanteur Prince Eyango.

## Origine et jeunesse
Junior Eyango est né le 16 août 1979 à Douala. Sa famille est originaire de Nkongsamba. Son grand-père était parolier et sa mère chanteuse dans une chorale. Il étudia au collège Levent dans le quartier Bonabéri et au lycée bilingue de Deïdo de la même ville. Il fut élevé par son oncle Prince Eyango qu'il accompagna dans ses tournées musicales. Vers 11 ans, il s'essaya tantôt à la danse, tantôt au chant et au rap. Pendant toute sa jeunesse, il ne voulut pas faire carrière dans le monde de la musique mais son oncle l'y poussa. En effet, il le lui avait repéré un don.
Son surnom, Le petit montagnard, est en référence à son oncle qui se fait surnommer Le prince des montagnes.

## Carrière
Le style qu'il adopte est le makossa. Mais ceci ne l'empêche pas de le faire d'autres genres, quitte à le mélanger. Ses influences sont les chanteurs Sergeo Polo, Jacky Kingue, Prince Eyango et le musicien Longué Longué.
Junior sort son premier album Souffrance en 2006. Les titres Moussoloki et Souffrance le font connaître nationalement. Cet album a été produit par la maison de disque Préya Musique, détenue par son oncle Prince Eyango. Jusqu'en 2019, il sortira 4 albums. Ses musiques sont parfois utilisées pour des bandes originales de films (Coup de Foudre à Yaoundé, film non sorti) et de séries télévisées (Cercle Vicieux, La Reine Blanche). Il collabore souvent avec son oncle sur ses chansons comme le titre I Longue sorti en 2017.
Ses thèmes les plus récurrents sont les sentiments humains, la vie conjugale et la politique.

## Discographie
- 2006 : Souffrance
- 2008 : Amour sans frontière
- 2011 : Matongo tectonik
- 2013 : Devoir conjugal - remix (maxi single)
- 2022 :Louer le seigneur Jésus
- 2023 :Le caractère

### Titres utilisés pour l'audiovisuel
- 2013 : Belle mère pour la série télévisée Cercle Vicieux d'Ebenezer Képombia
- 2016 : Dana pour la série télévisée La Reine Blanche d'Ebenezer Képombia
- 2019 : C'est le même sang pour le long-métrage Coup de Foudre à Yaoundé de Mason Ewing

## Engagements
Junior Eyango est chrétien. Ses chansons sont appellent à la tolérance et à l'humanité. Il défend les femmes en dénonçant les violences qui leur sont infligés par leurs maris. Dans sa chanson Devoir conjugal Il appelle à les aimer et à être tendre avec elles-mêmes après le mariage. Car après cet événement, il dénonce que l'homme change de comportement vis à vis d'elle, notamment qu'il la trompe comme il le dit dans Moussoloki. Dans ses chansons C'est le même sang et L'amour n'a pas de frontière, il montre qu'il ne faut pas juger les autres sur leurs origines. Il ne faut pas s'arrêter aux apparences dans l'amour, que tous les êtres humains sont frères.
Il dénonce la mauvaise gérance de la politique africaine dans Souffrance et se dresse dans le Hit Parade Kilimandjaro 2007.

## Nominations
- 2007 : Canal d'Or dans la catégorie Meilleure révélation musicale pour la chanson Moussoloki
- 2015 : Afrima Award dans la catégorie Meilleur artiste d'Afrique Central